# Поліський проїзд (Житомир)
Поліський проїзд — проїзд в Корольовському районі міста Житомира. 

## Характеристики
Розташований у місцевості Полісся, на теренах історичного району Смоківка. Бере початок з Київського шосе, прямує на південь та продовжується за міською смугою Житомира до з'єднання з Поліською вулицею.  
Забудова вулиці представлена садибними житловими будинками.   

## Історичні відомості
Наприкінці ХІХ — в перші десятиліття ХХ століття місцевість відома як Вацківські Поля.     
Забудова у проїзді здійснювалася у 1950 — 1960-х роках.       
Рішенням Житомирського міськвиконкому № 81 від 13 лютого 1992 року проїзду надано назву Поліський. Тоді ж будинки у проїзді переадресовані з вулиці Леніна до новоствореного топонімічного об'єкта 